# 沐爱镇
沐爱镇，是中华人民共和国四川省宜宾市筠连县下辖的一个乡镇级行政单位。2019年8月，撤销维新镇，将其所属行政区域划归沐爱镇管辖。

## 行政区划
沐爱镇下辖以下地区：
荷花社区、南坪村、团结村、中坪村、大坪村、兴隆村、骑龙村、沿河村、峨坪村、石林村、尧坝村、棬坪村、金銮村、金塘村、金坝村、金坪村、金龙村、金溪村和金鱼村、新华村、自由村、落箭村、清泉村、安全村、菜坪村、公坪村、田坝村、周坪村、平等村、山坝村、西陵村、东云村、沐阴村和顺阳村。